# Sinan Bolat
Sinan Bolat (Kayseri, 3 de setembro de 1988) é um futebolista turco que atua como goleiro. Atualmente defende o Kasımpaşa, emprestado pelo Westerlo.

## Carreira
Inicia sua carreira na Bélgica pelo Genk em 2005. Em 2009 tranfere-se ao Standard de Liège onde alcança a titularidade. Em julho de 2013 passou a integrar o elenco do Porto, com contrato até 2018. Não disputou nenhuma partida pela equipa principal e foi emprestado em janeiro de 2014 ao Kayserispor. Para a temporada 2015–16 foi emprestado ao Club Brugge.

## Seleção Nacional
Pela Seleção Turca estreou em 10 de agosto de 2011 em partida contra a Estônia.